# 닌지
닌지(仁治, にんじ)는 일본의 연호(元号) 중 하나이다.
- 전후 : 엔오(延応) 이후 - 간겐(寛元) 이전.
- 시기 : 1240년 ~ 1242년
- 천황 : 시조 천황, 고사가 천황
- 쇼군 : 가마쿠라 막부의 후지와라 노 요리쓰네
- 싯켄 : 호조 야스토키, 쓰네토키

## 개원(改元)
- 엔오 2년 7월 16일(율리우스력 1240년 8월 5일), 혜성, 지진, 가뭄 등에 의해 개원.
- 닌지 4년 2월 26일(율리우스력 1243년 3월 18일), 간겐으로 개원된다.

## 출전
『신당서』의 「初即位，有勸以威刑肅天下者，魏徵以為不可，因為上言王政本於仁恩，所以愛民厚俗之意，太宗欣然納之，遂以寬仁治天下，而於刑法尤慎。」

## 서력과의 대조표
| 닌지 | 원년   | 2년    | 3년    | 4년    |
| ---- | ------ | ------ | ------ | ------ |
| 서력 | 1240년 | 1241년 | 1242년 | 1243년 |
| 간지 | 경자   | 신축   | 임인   | 계묘   |

## 같이 보기
- 일본의 연호 일람

| 이전 엔오 | 일본의 연호 1240년 ~ 1243년 | 다음 간겐 |